# Germania III
Pour les articles homonymes, voir Germania.
Le Germania III est un sloop construit en 1935 pour Alfried Krupp von Bohlen und Halbach propriétaire de l'entreprise Krupp à Essen. C'est le troisième des six bateaux construits pour la famille Krupp. Celui-ci a été réalisé pour remplacer le Germania II peu performant avant les Jeux olympiques d'été de 1936 à Kiel.

Son port d'attache était le Yacht-Club de Kiel en Allemagne. 
Son immatriculation de voile est : 8 G9.

## Histoire
Après des essais, le Germania II n'étant pas assez performant pour les Jeux olympiques d'été de 1936, Alfried Krupp fait réaliser en 1935 au chantier naval Abeking & Rasmussen de Lemwerder sur des plans de l'architecte naval Henry Rasmussen le Germania III. C'est un sloop de régate à la Jauge internationale 8MR préparé pour les régates olympiques.

Il fut l'un des premiers conçus de cette classe de voilier olympique. Il n'y avait qu'un peu plus de vingt bateaux de ce type en compétition dont deux en Allemagne, Marie et Lahn II acquis à l'étranger.

Il sera vendu en 1940 et naviguera sous le nom de Jamo. Il a survécu aux bombardements sur Hambourg au cours de la Seconde Guerre mondiale.

Après la guerre, il est acquis par Jonny Wegener du chantier naval de Altenwerder qui lui redonne le nom de Germania III. Il change plusieurs fois de propriétaires mais participe aux nombreuses régates sur l'Elbe et le lac de Constance.

En 1990, il subit une restauration au chantier naval Wegener pour reprendre sa ligne d'origine. En 1998, il devient champion du monde dans le classe 8M. Il a rejoint le Fœrde de Kiel où il est amarré avec le Germania VI.

## Jeux olympiques d'été de 1936
Le Germania III a représenté l'Allemagne aux compétitions de voile des Jeux olympiques d'été en 1936 à Kiel avec son équipage composé de Hans Howaldt (barreur), Alfried Krupp von Bohlen und Halbach, Felix Scheder-Bieschin, Eduard Mohr, Otto cire et Fritz Bischoff. Ils remportent la médaille de bronze dans le classe 8M.

## Autres yachts nommésGermania
- Germania, 1908,
- Germania II, 1934,
- Germania IV, 1939,
- Germania V, 1955,
- Germania VI, 1963.